# 第60回ダヴィッド・ディ・ドナテッロ賞
第60回ダヴィッド・ディ・ドナテッロ賞（だい60かいダヴィッド・ディ・ドナテッロしょう）の授賞式は、2015年6月12日にローマで行われた。
ノミネートは2015年5月11日に発表された。『黒の魂』と『レオパルディ』が最多16件のノミネートを獲得し、『黒の魂』が最多9部門で受賞した。

## 受賞とノミネート一覧
太字が受賞者。

### 作品賞
- 黒の魂 Anime nere[1]（監督：フランチェスコ・ムンズィ）
- ハングリー・ハーツ Hungry Hearts（監督：シルヴィオ・コスタンツォ）
- レオパルディ Il giovane favoloso[2]（監督：マリオ・マルトーネ）
- 母よ、 Mia madre（監督：ナンニ・モレッティ）
- 緑はよみがえる Torneranno i prati（監督：エルマンノ・オルミ）

### 監督賞
- フランチェスコ・ムンズィ（『黒の魂』）
- サヴェリオ・コスタンツォ（『ハングリー・ハーツ』）
- マリオ・マルトーネ（『レオパルディ』）
- ナンニ・モレッティ（『母よ、』）
- エルマンノ・オルミ（『緑はよみがえる』）

### 新人監督賞
- エドアルド・ファルコーネ（『神様の思し召し』）
- アンドレア・ユブリン（『Banana』）
- ランベルト・サンフェリーチェ（『スイミング・プールの少女』[2]）
- エレオノーラ・ダンコ（『N-Capace』）
- ラウラ・ビスプリ（『処女の誓い』[3]）

### 脚本賞
- フランチェスコ・ムンズィ、ファブリツィオ・ルッジレッロ(死後受賞) 、マウリツィオ・ブラウッチ（『黒の魂』）
- サヴェリオ・コスタンツォ（『ハングリー・ハーツ』）
- マリオ・マルトーネ、イッポリタ・ディ・マヨ（『レオパルディ』）
- エドアルド・レオ、マルコ・ボニーニ（『俺たちとジュリア』[3]）
- ナンニ・モレッティ、フランチェスコ・ピッコロ、ヴァリア・サンテッラ（『母よ、』）

### プロデューサー賞
- Cinemaundici、Babe Films、Rai Cinema（『黒の魂』）
- Palomar、Rai Cinema（『レオパルディ』）
- ニコラ・ジュリアーノ、フランチェスカ・チーマ、カルロッタ・カローリ（Indigo Film）、Rai Cinema（『インビジブル・スクワッド　悪の部隊と光の戦士』）
- カルロ・クレスト・ディーナ（『夏をゆく人々』[4]）
- ナンニ・モレッティ（Sacher Film）、ドメニコ・プロカッチ（Fandango）、Rai Cinema（『母よ、』）

### 主演女優賞
- マルゲリータ・ブイ（『母よ、』）
- アルバ・ロルヴァケル（『ハングリー・ハーツ』）
- ヴィルナ・リージ（『ラテン・ラバー』）
- ジャスミン・トリンカ（『Nessuno si salva da solo』）
- パオラ・コルテッレージ（『これが私の人生設計』[5]）

### 主演男優賞
- エリオ・ジェルマーノ（『レオパルディ』）
- ファブリツィオ・フェッラカーネ（『黒の魂』）
- アレッサンドロ・ガスマン（『Il nome del figlio』）
- リッカルド・スカマルチョ（『Nessuno si salva da solo』）
- マルコ・ジャッリーニ（『神様の思し召し』）

### 助演女優賞
- ジュリア・ラッツァリーニ（『母よ、』）
- バルボラ・ボブローヴァ（『黒の魂』）
- ミカエラ・ラマッツォッティ（『Il nome del figlio』）
- ヴァレリア・ゴリーノ（『インビジブル・スクワッド　悪の部隊と光の戦士』）
- アンナ・フォリエッタ（『俺たちとジュリア』）

### 助演男優賞
- カルロ・ブッチロッソ（『俺たちとジュリア』）
- ルイジ・ロ・カーショ（『Il nome del figlio』）
- ファブリツィオ・ベンティヴォリオ（『インビジブル・スクワッド　悪の部隊と光の戦士』）
- ナンニ・モレッティ（『母よ、』）
- クラウディオ・アメンドラ（『俺たちとジュリア』）

### 撮影賞
- ヴラダン・ラドヴィッチ（『黒の魂』）
- ファビオ・チャンケッティ（『ハングリー・ハーツ』）
- レナート・ベルタ（『レオパルディ』）
- イタロ・ペトリッチョーネ（『インビジブル・スクワッド　悪の部隊と光の戦士』）
- ファビオ・オルミ（『緑はよみがえる』）

### 作曲賞
- ジュリアーノ・タヴィアーニ（『黒の魂』）
- ニコラ・ピオヴァ―ニ（『ハングリー・ハーツ』）
- アパラット（『レオパルディ』）
- エツィオ・ボッソ、フェデリーコ・デ・ロベルティス（『インビジブル・スクワッド　悪の部隊と光の戦士』）
- パオロ・フレーズ（『緑はよみがえる』）

### オリジナル歌曲賞
- Anime nere - 作詞・作曲：ジュリアーノ・タヴィアーニ、歌：マッシモ・デ・ロレンツォ（『黒い魂』）
- Wrong skin - 作詞・作曲・歌：マリアルーナ・チポッラ（『インビジブル・スクワッド　悪の部隊と光の戦士』）
- Elis - 作詞・作曲：アルトゥーロ・アンネッキーノ、歌：コスタンツァ・クタイア、マルティーナ・シュッキーノ（『Nessuno si salva da solo』）
- Sei mai stata sulla luna? - 作詞・作曲・歌：フランチェスコ・デ・グレゴリ（『Sei mai stata sulla luna? 』）
- Bonesemplo - 作詞・作曲：ジョルダーノ・コラーピ、ロベルタ・セッレティエッロ、歌・ロベルタ・セッレティエッロ（『Take five』）

### 美術賞
- ジャンカルロ・ムゼッリ（『レオパルディ』）
- ルカ・セルヴィーノ（『黒の魂』）
- エミータ・フリガート（『素晴らしきボッカッチョ』[3]）
- パキ・メドゥーリ（『俺たちとジュリア』）
- ジュゼッペ・ピッロッタ（『緑はよみがえる』）

### 衣装デザイン賞
- ウルスラ・パツァック（『レオパルディ』）
- マリーナ・ロベルティ（『黒の魂』）
- アレッサンドロ・ライ（『ラテン・ラバー』）
- リナ・ネルリ・タヴィアーニ（『素晴らしきボッカッチョ』）
- アンドレア・カヴァッレット（『緑はよみがえる』）

### メイクアップ賞
- マウリツィオ・シルヴィ（『レオパルディ』）
- マウリツィオ・ファッツィーニ（『インビジブル・スクワッド　悪の部隊と光の戦士』）
- ソニア・マイオーネ（『黒の魂』）
- エルマンノ・スペーラ（『ラテン・ラバー』）
- エンリコ・イアコポーニ（『母よ、』）

### ヘアスタイリスト賞
- アルド・シニョレッティ、アルバータ・ジュリアーニ（『レオパルディ』）
- ロドルフォ・シファーリ（『黒の魂』）
- ダニエラ・タルタリ（『Ho ucciso Napoleone』）
- カルロ・バルッチ（『素晴らしきボッカッチョ』）

### 編集賞
- クリスティアーノ・トラヴァリオーリ（『黒の魂』）
- フランチェスカ・カルヴェッリ（『ハングリー・ハーツ』）
- ヤコポ・クアドリ（『レオパルディ』）
- マッシモ・フィオッキ、キアラ・グリツィオッティ（『Italy in a Day - Un giorno da italiani』）
- クレリオ・ベネヴェント（『母よ、』）

### 録音賞
- ステファノ・カンプス（『黒の魂』）
- レーモ・ウゴリネッリ（『Il nome del figlio』）
- ジルベルト・マルティネッリ（『インビジブル・スクワッド　悪の部隊と光の戦士』）
- アレッサンドロ・ザノン（『母よ、』）
- フランチェスコ・リオタール（『緑はよみがえる』）

### デジタル効果賞
- Visualogie （『インビジブル・スクワッド　悪の部隊と光の戦士』）
- Chromatica （『レオパルディ』）
- Reset VFX（『La buca』）
- Reset VFX、Visualogie（『俺たちとジュリア』）
- Rumblefish（『緑はよみがえる』）

### 長編ドキュメンタリー賞
- Belluscone - una storia siciliana（監督：フランコ・マレスコ）
- Enrico Lucherini - Ne ho fatte di tutti i colori（監督：マルコ・スパニョーリ）
- Io sto con la sposa（監督：アントニオ・アウグリャーロ、ガブリエーレ・デル・グランデ、カーリド・ソリマン・アル・ナシーリー）
- Quando c'era Berlinguer（監督：ワルテル・ヴェルトローニ）
- Sul vulcano（監督：ジャンフランコ・パンノーネ）

### 短編映画賞
- Thriller（監督：ジュゼッペ・マルコ・アルバーノ）
- Due piedi sinistri（監督：イザベッラ・サルヴェッティ）
- L'errore（監督：ブランド・デ・シーカ）
- La vaglia（監督：ピエル・パオロ・パガネッリ）
- Sinuaria（監督：ロベルト・カルタ）

### EU映画賞
- 博士と彼女のセオリー（監督：ジェームズ・マーシュ）
- オーバー・ザ・ブルースカイ（監督：フェリックス・ヴァン・フルーニンゲン）
- オン・ザ・ハイウェイ　その夜、86分（監督：スティーブン・ナイト）
- パレードへようこそ（監督：マシュー・ウォーチャス）
- 人生スイッチ（監督：ダミアン・ジフロン）

### 外国映画賞
- バードマン　あるいは（無知がもたらす予期せぬ奇跡）（監督：アレハンドロ・ゴンサレス・イニャリトゥ）
- アメリカン・スナイパー（監督：クリント・イーストウッド）
- 6歳のボクが、大人になるまで（監督：リチャード・リンクレイター）
- セバスチャン・サルガド／地球へのラブレター（監督：ヴィム・ヴェンダース）
- Mommy／マミー（監督：グザヴィエ・ドラン）

### ヤング・ダヴィッド賞
- 俺たちとジュリア Noi e la Giulia（監督：エドアルド・レオ）
- 黒の魂 Anime nere（監督：フランチェスコ・ムンズィ）
- われらの子供たち I nostri ragazzi[2]（監督：イヴァーノ・デ・マッテオ）
- レオパルディ Il giovane favoloso（監督：マリオ・マルトーネ）
- インビジブル・スクワッド　悪の部隊と光の戦士 Il ragazzo invisibile（監督：ガブリエレ・サルヴァトーレス）

### ダヴィッド特別賞
- ガブリエーレ・ムッチーノ